# Szop
Szop (Procyon) – rodzaj ssaków z rodziny szopowatych (Procyonidae).

## Rozmieszczenie geograficzne
Rodzaj obejmuje gatunki występujące w stanie naturalnym w Ameryce.

## Charakterystyka
Długość ciała (bez ogona) 35–76 cm, długość ogona 19–38 cm; masa ciała 2,7–10,4 kg (samce są z reguły większe i cięższe od samic). Mają kciuk, który umożliwia im otwieranie drzwi i kubłów na śmieci. Są inteligentnymi wszystkożercami.

## Systematyka
Rodzaj zdefiniował w 1780 roku lekarz, chemik i przyrodnik Gottlieb Conrad Christian Storr w publikacji swojego autorstwa poświęconej systematyce ssaków. Gatunkiem typowym jest (oznaczenie monotypowe) szop pracz (P. lotor).

### Etymologia
- Procyon: gr. προ pro „przed, blisko”; κυων kuōn, κυνος kunos „pies”[14].
- Campsiurus: gr. καμψιουρος kampsiouros ‘ze zgiętym ogonem’, od καμψις kampsis ‘zginanie’; ουρα oura ‘ogon’[15]. Gatunek typowy: Link wymienił trzy gatunki – Lemur flavus von Schreber, 1774, Ursus lotor Linnaeus, 1758 i Campsiurus cancrivorus Link, 1795 (= Viverra cancrivora Brongniart, 1792) – nie wskazując gatunku typowego.
- Lotor: średniowiecznołac. lotor, lotoris ‘pracz’, od łac. lavare ‘myć, prać’[16]. Gatunek typowy: „Raton” (= Ursus lotor Linnaeus, 1758).
- Euprocyon: gr. ευ eu ‘dobry, typowy’; rodzaj Procyon Storr, 1780[17]. Gatunek typowy (oznaczenie monotypowe): Ursus cancrivorus G. Cuvier, 1798.
- Mixophagus (Myxophagus): gr. μιξις mixis ‘mieszanina’; -φαγος -phagos ‘-jedzący’, od φαγειν phagein ‘jeść’[18]. Gatunek typowy (oznaczenie monotypowe): Mixophagus spelaeus Cope, 1869 (=  Ursus lotor Linnaeus, 1758).
- Mamprocyonus: modyfikacja zaproponowana przez meksykańskiego przyrodnika Alfonso Luisa Herrerę w 1899 roku, polegająca na dodaniu do nazwy rodzaju przedrostka Mam (od Mammalia)[19].

### Podział systematyczny
Do rodzaju należą następujące występujące współcześnie gatunki:
| Grafika | Gatunek             | Autor i rok opisu  | Nazwa zwyczajowa | Podgatunki         | Rozmieszczenie geograficzne | Podstawowe wymiary                         | Status IUCN |
| ------- | ------------------- | ------------------ | ---------------- | ------------------ | --- | ------------------------------------------ | ----------- |
|         | Procyon cancrivorus | (Brongniart, 1792) | szop krabożerny  | 4 podgatunki       | południowa Kostaryka, Panama, Kolumbia, Ekwador Wenezuela Trynidad i Tobago (Trynidad) i region Gujana przez Amazonię do północnej Argentyny i północny Urugwaj; zakres wysokości: 0–2350 m n.p.m. | DC: 54–76 cm DO: 25–38 cm MC: 3,1–7,7 kg   | LC          |
|         | Procyon pygmaeus    | C.H. Merriam, 1901 | szop karłowaty   | gatunek monotypowy | endemit Meksyku: wyspa Cozumel; zakres wysokości: 0–20 m n.p.m. | DC: 34–43 cm DO: 22–25 cm MC: około 3,5 kg | CR          |
|         | Procyon lotor       | (Linnaeus, 1758)   | szop pracz       | 20 podgatunków     | od Central Plains w południowej Kanadzie przez Stany Zjednoczone (nieobecny w części Gór Skalistych) i Ameryka Środkowa do Panamy                                                                  | DC: 44–62 cm DO: 19–36 cm MC: 2,7–10,4 kg  | LC          |

Kategorie IUCN:  LC  – gatunek najmniejszej troski,  CR  – gatunek krytycznie zagrożony.
Opisano również gatunki wymarłe z Ameryki Północnej:
- Procyon gipsoni Emmert & Short, 2018[23] (pliocen–plejstocen)
- Procyon megalokolos Emmert & Short, 2018[24] (pliocen–plejstocen)
- Procyon nebraskensis Lim & L.D. Martin, 2002[25] (miocen)
- Procyon rexroadensis Hibbard, 1941[26] (pliocen)